# 苗栗玉清宮
24°33′54″N 120°49′36″E / 24.564884°N 120.826549°E
苗栗玉清宮，曾名坡塘下玉清宮、玉清宮舉善乾化堂，是位於臺灣苗栗縣苗栗市玉清里的鸞堂，苗栗市的元宵𪹚龍會在此廟開光點眼。

## 沿革
此廟原名「坡塘下玉清宮」，為胡阿統在1906年創建，1910年由黃文祖等七人以「觀音宮」之名向新竹廳申請設宮許可，廟於1917年冬竣工，後改名為「玉清宮舉善乾化堂」。1935年新竹－台中地震受損，1964年由臺灣省議員湯慶松等人發起重建，1967年竣工。

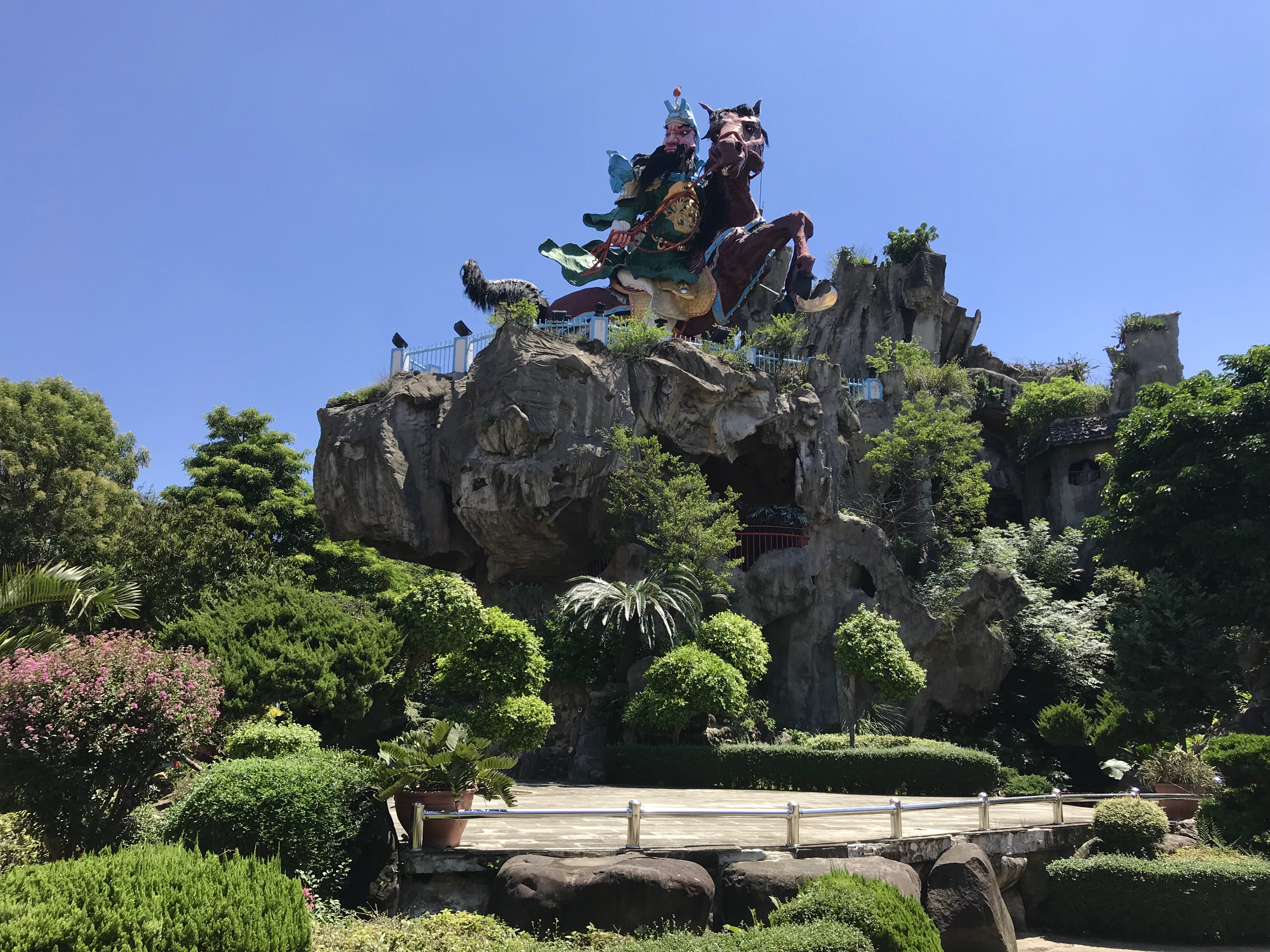
苗栗玉清公園

1971年7月成立財團法人。1976年3月興建供長者休閒的新生長壽俱樂部。1981年1月建造香客大樓。
1987年12月12日，廟方的玉清公園啟用。該公園耗資三千多萬、佔地四千餘坪，園內還安置七丈六尺高的關公神像。建築經費，部份由臺灣省政府補助，餘由苗栗縣政府及玉清宮捐獻。
1997年，牌樓和宮殿擴建工程全部竣工，11月21日由苗栗市市長郭豐煊擔任總理、公館鄉鄉長謝桂麟及頭屋鄉鄉長范雄達為副總理，舉行安龍謝土、22日補普幽魂。該月21日，由中國國民黨副秘書長鍾榮吉代表中國國民黨主席李登輝頒贈「義氣凌雲」牌匾。

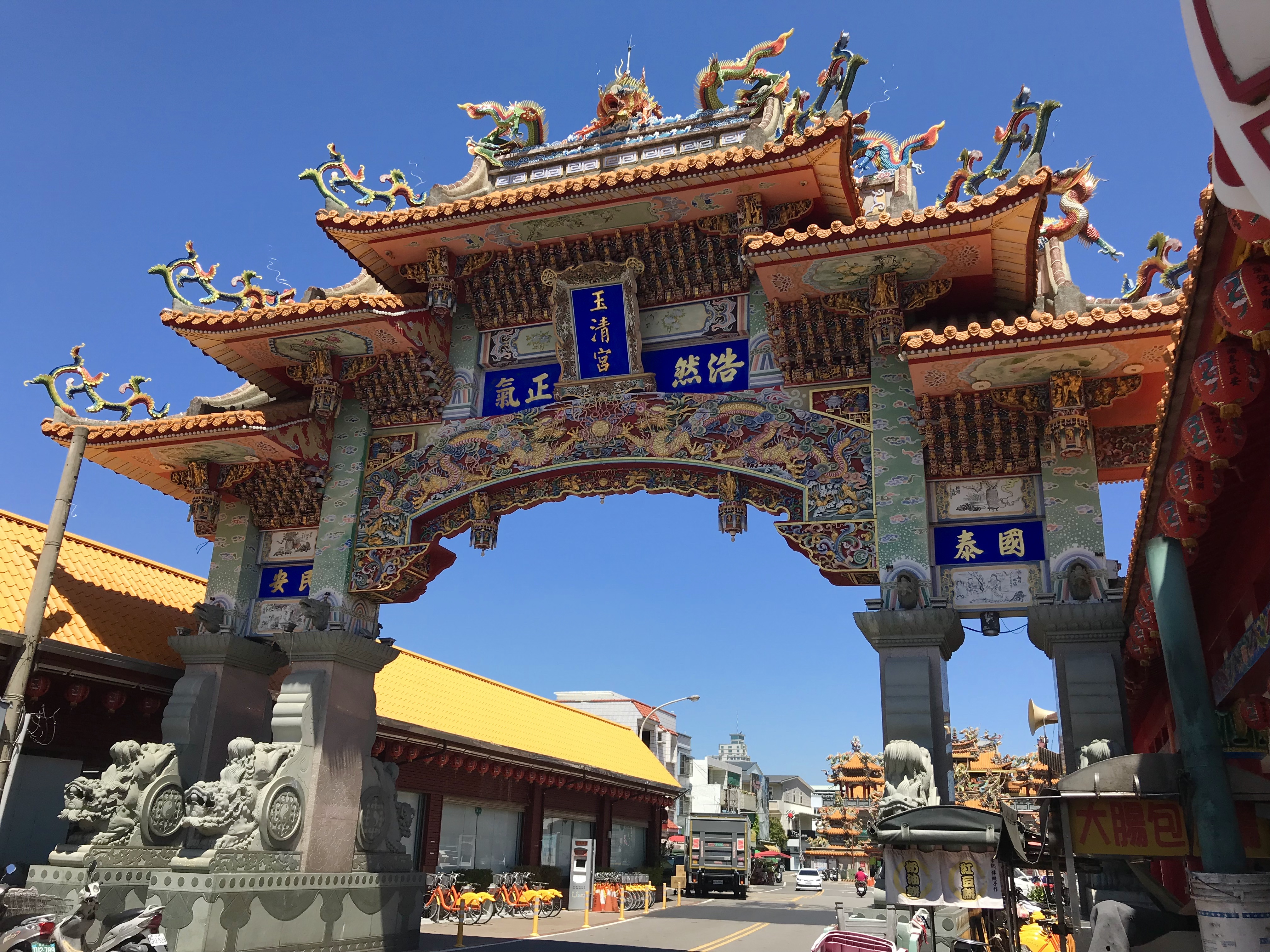
廟址為玉清里為民街35號。牌樓因設在公有地，過去曾引起苗栗市民代表李木垣、許文龍兩人爭論。

## 祭祀
一樓正龕供奉關聖帝君、孚佑帝君、司命真君，左右前衛分別為關平太子、周倉將軍，右龕供奉觀音菩薩，左龕供奉城隍爺；二樓左廂供奉文昌帝君，右廂供奉武財神、天官武財神；三樓正龕供奉玉皇大帝，右廂神龕供奉三官大帝，左廂供奉南北斗星君。
列為客庄12大節慶的元宵𪹚龍，在以竹編造糊龍時，師傅會從玉清宮請來靈符，在伯公廟香爐過爐，祈求伯公庇祐糊龍順利平安，然後將靈符貼在製作場地的門外，象徵神靈進駐、以擋邪氣。糊龍會在玉清宮上香奏表後，取雄雞冠血，依眼、耳、鼻、舌、額、身、尾的順序開光。完成後將龍頭舉起，由民眾穿越龍身下，以祈新年平安喜樂。元宵節期間，龍隊會至各地參拜，直到正月十八晚回到此廟上奏表章以表功德圓滿，最後至苗栗五文昌廟前，將糊龍從龍尾點火燒掉，才完成儀式。
廟方有拜契的習俗，也就是讓出生滿兩月嬰兒拜恩主公為義父，於每年農曆六月廿四日恩主公聖誕前夕，回宮祝壽並換平安絭。在1954年報導時，當日估計少宰殺雞鴨萬隻、耗費百萬元以上，還有遠從台北、南投、高雄來的香客。
分火傳至杉林月眉樂善堂、美濃廣善堂、龍潭南天宮等。

## 軼事
1963年1月12日早上，時任苗栗縣縣長的林為恭為選定苗栗縣政府新大樓破土日子，就叫人事室主任到盲叟黃阿妹處卜卦，結果選定1月18日10點為破土吉時。但林為恭認為數字8有「衙門八字開」的意味，於是該日下午又令地政課一位股長至一家名為「景星堂」的擇日館問。該擇日師依照縣長的生辰八字推算，就說要在1月17日10點破土。該晚，林為恭齋戒沐浴後，親自去玉清宮，由關聖帝君決定日子。
當年1月18日10點，林為恭主持苗栗縣政府新大樓破土。